# Pablo Milanés
Pablo Milanés Arias (Bayamo, 24 de febrero de 1943-Madrid, 22 de noviembre de 2022) fue un cantautor y músico cubano, uno de los padres —junto a Silvio Rodríguez y Noel Nicola— de la Nueva Trova Cubana.

## Biografía
Nació en Bayamo, provincia de Oriente, actual provincia de Granma, Cuba. Estudió música en el Conservatorio Municipal de La Habana.
En sus comienzos estuvo muy influido por la música tradicional cubana y por el feeling (‘sentimiento’, en inglés). El feeling es un estilo musical que se inició en Cuba en los años 1940 y suponía una nueva manera de afrontar la canción, donde el sentimiento definía la interpretación y estaba influido por las corrientes estadounidenses de la canción romántica y del jazz. El feeling se acompañaba de una guitarra, al estilo de los viejos trovadores pero enriquecido por armonizaciones jazzísticas. Así se establecía esta nueva forma de comunicación o "feeling" con el público.
En 1964 se incorporó como intérprete al cuarteto Los Bucaneros, con quienes colaboró en sus primeros trabajos. También probó suerte como solista ocasional, diversificando de esta manera sus experiencias que más tarde le llevarían a trabajar en solitario. En 1965 publicó Mis 22 años, considerada por muchos el nexo de unión entre el feeling y la Nueva Trova Cubana, incluyendo nuevos elementos musicales y vocales que serían precursores de la música cubana que vendría después. 
Hacia 1966 fue enviado por las autoridades a un campo de trabajo forzoso de la Unidad Militar de Ayuda a la Producción (UMAP) en la zona de Camagüey, en el centro de la isla. Después de fugarse a La Habana para denunciar las injusticias cometidas en lo que en 2015 llamó “un campo de concentración estalinista” fue encarcelado por dos meses en La Cabaña y luego mandado a un campamento de castigo, donde permaneció hasta la disolución de la UMAP, a finales de 1967. En una entrevista en 2015, comentó que todavía espera que el gobierno cubano le pida perdón por lo sufrido en esa época.
Bajo el influjo del Primer Encuentro Internacional de la Canción de Protesta, celebrado en Varadero en 1967, empezó a crear canciones de contenido político. En 1968 ofreció su primer concierto con Silvio Rodríguez en la Casa de las Américas. Esta sería la primera muestra de lo que más tarde, en 1972, surgiría como el movimiento musical popular de la Nueva Trova. En ese mismo lugar conocería a los miembros de la élite cultural y musical de otros países americanos con los que compartía sus preocupaciones sociales. Violeta Parra, Mercedes Sosa, Daniel Viglietti, Chico Buarque, Simone, Vinícius de Moraes, Milton Nascimento, Víctor Jara entre otros muchos, pasaron por la Casa de las Américas en aquella época.
Como compositor, ha tocado diversos estilos, entre ellos el son cubano y la canción de protesta a finales de los 70. Perteneció al Grupo de Experimentación Sonora y ha compuesto temas para el cine. A través del GESICAIC, junto con otros destacados músicos cubanos, incluyendo a Silvio Rodríguez, participó en un taller creativo donde se formaba a jóvenes talentos cinematográficos cubanos enseñándoles lo mejor de la música cubana, que posteriormente quedaría plasmado en una generación de cineastas que fundían a la perfección música y cine. Esta etapa, que abarca desde finales de los sesenta hasta mediados de los setenta, y va repleta de temas del artista: Yo no te pido, Los años mozos, Cuba va, Hoy la vi, Yolanda, No me pidas, Los caminos, Pobre del cantor, Hombre que vas creciendo, Yo pisaré las calles nuevamente, y otras.
A principio de los años 80, formó su propio grupo, con la colaboración de varios amigos que estuvieron con él en el GESICAIC. Esta etapa se caracteriza por la riqueza de los recursos musicales utilizados y por la variedad de los géneros entremezclados, aunque sus contenidos siguen teniendo un fuerte trasfondo social.
Un álbum importante en su carrera fue el titulado Querido Pablo, un disco homenaje grabado con algunos de sus grandes amigos, y en el que participan gente de la talla de Víctor Manuel y Ana Belén, Luis Eduardo Aute y Mercedes Sosa, entre muchos otros. Este disco tuvo una secuela en 2002, que llevaba el título de Pablo Querido. Diecisiete años después, un buen puñado de artistas se vuelven a reunir para cantar al son de Pablo Milanés. En esta ocasión, además de sus amigos "clásicos", se unen artistas de la nueva música pop, como Fher (el cantante del grupo mexicano de rock Maná), Marco Antonio Muñiz o Armando Manzanero. Participó del documental Van Van, empezó la fiesta (2001).
En 2005 compone una parte de la banda sonora de la película Siempre Habana dirigida por Ángel Peláez. De entre sus muchas canciones, son especialmente famosas: Yolanda, Yo me quedo, Amo a esta isla y El breve espacio en que no estás, Para vivir y Cuánto gané, cuánto perdí.
Numerosos artistas han colaborado con él, entre los que destacan Silvio Rodríguez, Ana Belén, Fito Páez, Ricardo Arjona, Maná, Luis Represas, Joaquín Sabina, Caco Senante, Ismael Serrano, Joan Manuel Serrat, Los Van Van, Carlos Varela, Lilia Vera, Víctor Manuel o Javier Ruibal.
Durante los últimos años vivió entre La Habana, Madrid, Mazaricos, y Vigo.

## Postura política
Como defensor de la Revolución cubana se caracterizó por mantener una posición de crítica pública a los errores que, a su juicio, se han cometido en la conducción del país.
En marzo de 2010, al preguntarle sobre la huelga de hambre de Guillermo Fariñas, respondió: «Hay que condenar desde el punto de vista humano. Esas cosas no se hacen. Las ideas se discuten y se combaten, no se encarcelan». En la misma entrevista, abogó por un cambio en Cuba, conservando a los Castro pero «con arreglos».
En los últimos años se convirtió en una de las figuras dentro del mundo de la música cubana que más criticó al régimen cubano y a su represión contra disidentes.

## Fallecimiento
Falleció en la Clínica Universidad de Navarra en Madrid, en la madrugada del 22 de noviembre de 2022, debido al síndrome mielodisplásico, un tipo de cáncer que disminuye la respuesta inmunitaria.

## Discografía
Su discografía cuenta con más de 40 álbumes en solitario, a lo que debe sumarse una quincena de trabajos con el Grupo de Experimentación Sonora del ICAIC (GESI), más su gran cantidad de trabajos en álbumes colectivos y colaboraciones con otros artistas.

### Como solista
- 1973: Versos sencillos de José Martí
- 1975: Canta a Nicolás Guillén
- 1976: La vida no vale nada
- 1977: No me pidas
- 1979: El guerrero
- 1979: Aniversarios
- 1979: Nueva visión, con Emiliano Salvador
- 1981: El pregón de las flores, con Lilia Vera
- 1982: Filin 1
- 1982: Yo me quedo
- 1983: Años 1, con Luis Peña
- 1984: Ao vivo no Brasil (en vivo en Brasil)
- 1985: Querido Pablo
- 1985: Comienzo y final de una verde mañana
- 1986: Años 2, con Luis Peña y Cotán
- 1987: Buenos días, América
- 1987: Trovadores, con Armando Garzón
- 1988: Proposiciones
- 1989: Filin 2
- 1989: Filin 3
- 1990: Identidad
- 1991: Canto de la abuela
- 1991: Filin 4
- 1991: Filin 5
- 1992: Años 3, con Luis Peña, Cotán y Compay Segundo
- 1994: Canta boleros en Tropicana
- 1994: Evolución
- 1994: Igual que ayer, con Caco Senante
- 1994: Orígenes
- 1994: Plegaria
- 1995: Si yo volviera a nacer, con María Felicia y José María Vitier
- 1995: En blanco y negro, con Víctor Manuel
- 1997: Despertar
- 1999: Vengo naciendo
- 2000: Días de gloria
- 2000: Live from New York City (en vivo en la ciudad de Nueva York)
- 2002: Pablo Querido
- 2005: Como un campo de maíz
- 2005: Líneas paralelas, con Andy Montañez
- 2007: Más allá de todo, con Chucho Valdés
- 2008: Regalo
- 2008: Feeling 6
- 2008: Raúl y Pablo, con Raúl Torres
- 2010: Palacio Municipal de Congresos de Madrid (grabado en vivo DVD con Chucho Valdés)
- 2011: Pablo y Lynn Milanés en concierto (Pablo Milanés - Lynn Milanés)
- 2013: Renacimiento
- 2015: Canción de otoño  (Pablo Milanés - José María Vitier)
- 2015: 50 de 22
- 2016: Flores del futuro (Pablo Milanés - Miguel Núñez)
- 2017: Amor (Haydée Milanés con Pablo Milanés)
- 2018: Flor oculta de la Vieja Trova (Pablo Milanés - José María Vitier)
- 2019: Mi Habana  (grabado en vivo con DVD en el Teatro Karl Marx de La Habana, Cuba)
- 2019: Amor. Edición Deluxe (Haydée Milanés con Pablo Milanés)
- 2019: Standards de Jazz
- 2023: Amor y salsa, con varios artistas

### Con el GESI (Grupo de Experimentación Sonora del ICAIC)
- 1969: Lucía / La première charge à la machette (EP doble) (Obra colectiva)
- 1971: Cuba va! Songs of the new generation of revolutionary Cuba GESI
- 1971: Cuba va (Pablo Milanés, Silvio Rodríguez y Noel Nicola)
- 1972 :Encuentro de música latinoamericana, Casa de las Américas / Sep. 1972 (Obra colectiva)
- 1972: No tenemos derecho a esperar (EP)
- 1973: Grupo de Experimentación Sonora del ICAIC (GESI)
- 1974: Grupo de Experimentación Sonora del ICAIC (GESI)
- 1974: Grupo de Experimentación Sonora del ICAIC 2 (GESI)
- 1975: Grupo de Experimentación Sonora del ICAIC 3 (GESI)
- 1975: Compañero presidente
- 1976: La Nueva Trova Cubana en vivo (Pablo Milanés, Sara González, Amaury Pérez y GESI)
- 1976: Grupo de Experimentación Sonora del ICAIC 4 (GESI)
- 1976: El hombre de Maisinicú (GESI)
- 1979: XX Aniversario de la cinematografía cubana
- 1984: 25 años de cine cubano. Revolución 1 (GESI)
- 1984: 25 años de cine cubano. Revolución 2 (GESI)

### Colectivos
- 1970: Canción protesta: Protest song of Latin America
- 1975: Hombro con hombro
- 1975: La canción, un arma de la revolución
- 1977: 7 Festival des politischen liedes
- 1983: En México (con Silvio Rodríguez)
- 1984: En vivo en Argentina (con Silvio Rodríguez)
- 1993: Piero & Pablo en vivo (con Piero)
- 1993: Temas del cine cubano
- 1996: Éxitos de la Nueva Trova
- 1997: Con ciertos amigos (con Xiomara Laugart y Raúl Torres, grabado en 1989)
- 1998: Antología de la Nueva Trova Vol. 1
- 1998: Antología de la Nueva Trova Vol. 2
- 1999: Carta de provincia (con Lázaro García)
- 1999: Lo + Plus
- 2000: ¡Mira que eres canalla, Aute!
- 2001: Encuentros con La Habana
- 2001: Canción para Vieques
- 2002: Canciones del buen amor (con José María Vitier)
- 2003: Del agua que bebimos
- 2003: 18 boleros chulos
- 2004: Neruda en el corazón
- 2005: Cuba le canta a Serrat
- 2011: La Habana canta a Sabina
- 2015: Cuba y Puerto Rico son...
- 2016: 14 de ciento volando de 14 (Pedro Guerra y Joaquín Sabina)
- 2017: Cantando a Sindo Garay
- 2019: A Chabuca Dos (Homenaje a Chabuca Granda)
- 2020: Fe  (Alberto Tosca)
- 2023: Vida a vida

### Colaboraciones
- 1976: Sara (Sara González)
- 1977: Cuando digo futuro (Silvio Rodríguez)
- 1979: Nueva visión (Emiliano Salvador)
- 1982: Cuatro cosas (Sara González)
- 1983: Entre amigos (Luis Eduardo Aute)
- 1984: Tríptico (Silvio Rodríguez)
- 1984: Chico Buarque (Chico Buarque)
- 1987: ¡Oh, melancolía! (Silvio Rodríguez)
- 1987: Árboles (Silvio Rodríguez y Roy Brown)
- 1987: Memorias (Silvio Rodríguez)
- 1987: Aves dentro (Alberto Tosca)
- 1987: Mercedes Sosa ’87 (Mercedes Sosa)
- 1988: En el jardín de la noche (Anabell López)
- 1988: Amigos míos (Mercedes Sosa)
- 1988: Con un poco de amor (Sara González)
- 1989: Con dulce rabia (Enrique Núñez)
- 1991: Canción con todos (César Isella)
- 1991: Simone (Simone)
- 1992: Ayer y hoy (Emiliano Salvador)
- 1993: Represas (Luis Represas)
- 1994: Mucho más que dos (Ana Belén y Víctor Manuel)
- 1994: Esta boca es mía (Joaquín Sabina)
- 1995: En compañía de… (Elena Burke)
- 1996: 20 de colección (Tania Libertad)
- 1997: Este árbol que sembramos (Augusto Blanca)
- 1997: Postal de La Habana (Joaquín Sabina)
- 1998: Mírame (Sara González)
- 1999: Trova de amor. Soledad Bravo canta a Pablo Milanés (Soledad Bravo)
- 1999: Como soy (Marta Campos)
- 2000: Momentos vividos (Illapu)
- 2000: 50 años... Como una reina (Celina González y Reutilio Domínguez)
- 2001: XV aniversario (Luar na Lubre)
- 2001: Malecón (Isaac Delgado)
- 2001: Habana a flor de piel (Síntesis)
- 2002: El corazón se me abrió (Fuerte Ventura)
- 2003: Diario de un peatón (Joaquín Sabina)
- 2004: Temas inolvidables para la televisión (José María Vitier)
- 2005: Saudade (Luar na Lubre)
- 2006: Bachata entre amigos (Víctor Víctor)
- 2006: A história toda - Ao vivo no CCB de Lisboa (Luis Represas)
- 2008: No sé si es Baires o Madrid (Fito Páez)
- 2011: Perdón por los bailes (Andrés Suárez)
- 2011: Canta a Pablo Milanés (Suyleen Milanés)
- 2012: Canciones para aliens (Fito Páez)
- 2013: Luz  (Tesis de menta)
- 2013: Sueño. Andy Montáñez canta a Fernando Álvarez (Andy Montáñez)
- 2014: Duetos Volumen 2 (José José)
- 2014: La razón de mis sueños (Aura MSK)
- 2014: Antología desordenada (Joan Manuel Serrat)
- 2014: 50 años no es nada  (Víctor Manuel)
- 2014: Había que chegar (Luis Emilio Batallán)
- 2014: Mitología de las aguas (Leo Brouwer)
- 2015: Vivencias (Alain Daniel)
- 2015:  (Lo que persiste) Vol 2  (Augusto Blanca)
- 2015: Añorado encuentro (Ovidio González)
- 2015: Misa Cubana a la Virgen de la Caridad del Cobre  (José María Vitier)
- 2016: Palabras. Haydée Milanés canta a Marta Valdés en vivo (Haydée Milanés)
- 2016: La salsa tiene mi son. Homenaje a Elio Revé Elito Revé y su   (Elito Revé y su Charangón)
- 2016: Son galego, son cubano  (Roi Casal)
- 2016: 70 y 29  (Luis Emilio Batallán)
- 2016: Vuelve a sacudirse el continente  (Enrique Pla)
- 2016: Mis duetos  (Beatriz Márquez)
- 2016: Más  (Frank Delgado)
- 2017: Madre y Tierra (Athanai)
- 2017: Vidas paralelas  (Liuba María Hevia)
- 2017: El canto de todos  (Inti-Illimani)
- 2017: El drums en Cuba  (Enrique Pla)
- 2017: Una más  (José Antonio Rodríguez)
- 2017: Dual  (Ana Belén)
- 2017: 30 años Trova  (Julie Freundt)
- 2017: Desde el Teatro Karl Marx  (Francisco Céspedes)
- 2018: Latest hits  (Leoni Torres)
- 2018: Duetos  (Emilio Rúa)
- 2018: Homenaje a los grandes compositores  (Guadalupe Pineda)
- 2018: Regresar  (Athanai)
- 2018: Oratoria y otras historias  (Pavel Núñez)
- 2018: Nunca digas no (Jhoan Baby)
- 2019: Yo no te pido  (Haydée Milanés)
- 2019: Sublime  (Álex Cuba)
- 2019: Como la nube se impone al sol (Eliades Ochoa y Pablo Milanés)
- 2019: Royal Garage (Ara Malikian)
- 2021: 50 grados (Kelvis Ochoa)
- 2023: Mi isla bella (Alexis Valdés)
- 2023: Encrucillada (Luar na Lubre). Colaboración publicada post mortem[24]

## Premios y distinciones
Festival Internacional de Cine de Venecia
| Año  | Categoría                    | Película                                 | Resultado |
| ---- | ---------------------------- | ---------------------------------------- | --------- |
| 1988 | Golden Osella a la mejor BSO | Un señor muy viejo con unas alas enormes | Ganador   |

Premio Nacional de Música de Cuba
| Año  | Resultado |
| ---- | --------- |
| 2005 | Ganador   |